# Квазулу (бантустан)
Квазулу (афр. KwaZulu, дос. «країна зулусів») — бантустан у Південно-Африканській Республіці часів апартеїду. Столиця спочатку перебувала в Нонгомі, в 1980 році перенесена в Улунді. Уряд бантустану незмінно очолював принц Мангосуту Бутелезі, лідер партії Інката. В обмін на підтримку з боку влади ПАР активно співпрацював з ними проти АНК.
Утворений на землях, виділених з провінції Наталь. Після падіння режиму апартеїду в 1994 році знову об'єднаний з нею, при цьому об'єднана провінція отримала назву Квазулу-Наталь.
| Прапор ПАР | Це незавершена стаття про Південно-Африканську Республіку. Ви можете допомогти проєкту, виправивши або дописавши її. |